# زبیکس
زبیکس (به انگلیسی: Zabbix) یک نرم‌افزار متن باز برای پایش شبکه‌ها و نرم‌افزارها در سطح سازمانی است، که توسط الکسی ولادیشو (به انگلیسی: Alexei Vladishev) ایجاد شده‌است. این نرم‌افزار برای پایش و تشخیص وضعیت سرویس‌های شبکه‌ها، سرورها و دیگر سخت افزارهای شبکه طراحی شده‌است.
زبیکس از مای‌اس‌کیوال، پست‌گرس‌کیوال، اس‌کیوال لایت، Oracle و دی‌بی۲ برای ذخیره داده‌ها پشتیبانی می‌کند. برنامه‌نویسی سمت سرور از زبان C بهره میبرد و برنامه‌نویسی سمت کاربری آن از زبان PHP استفاده می‌کند. زبیکس گزینه‌های بسیاری برای مانیتورینگ تجهیزات ارائه می‌دهد:
- بررسی‌های ساده میتوانند پایداری و پاسخگویی سرویس‌های استاندارد، مانند SMTP یا HTTP، را بدون نصب نرم‌افزار بر روی سیستم مانیتور شده تأیید کنند.
- یک عامل زبیکس می‌تواند بر روی سیستم‌های یونیکس و ویندوز نصب شود و آماری همچون بار سی پی یو، فضای ذخیره‌سازی، کاربرد شبکه و غیره را مانیتور نماید.
- برای جایگزین نصب عامل زبیکس بر روی میزبان ها، زبیکس از مانیتورینگ SNMP، TCP و ICMP و همچنین از IPMI، JMX، SSH، Telnet و پارامترهای سفارشی پشتیبانی می‌کند.

زبیکس تحت پروانه عمومی همگانی گنو نسخه 2 منتشر می‌شود و یک نرم‌افزار آزاد است.

## تاریخچه

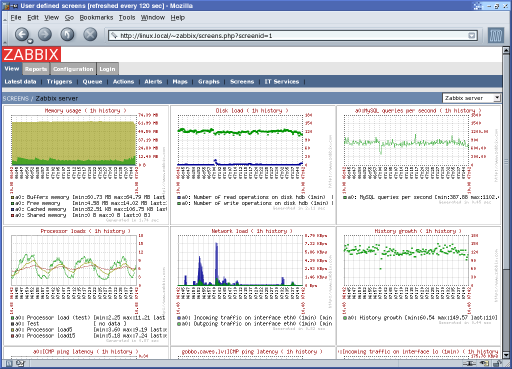

نرم‌افزار زبیکس ابتدا به صورت یک نرم‌افزار درون سازمانی در سال 1998 ایجاد شد، 3 سال بعد در سال 2001 تحت پروانه عمومی همگانی گنو منتشر شد و در سال 2004 اولین نسخه پایدار آن انتشار یافت.
| جدول زمانی نسخه‌های اصلی | جدول زمانی نسخه‌های اصلی                                              | جدول زمانی نسخه‌های اصلی | جدول زمانی نسخه‌های اصلی   |
| تاریخ                   | انتشار                                                               | پایان پشتیبانی (۳ ساله) | پایان پشتیبانی (پنج ساله) |
| Zabbix 1.0              | Zabbix 1.0                                                           | Zabbix 1.0              | Zabbix 1.0                |
| ----------------------- | -------------------------------------------------------------------- | ----------------------- | ------------------------- |
| ۱۹۹۸                    | درآغاز به عنوان یک پروژه داخلی در یک بانک توسط الکسی ولادیشف آغاز شد | -                       | -                         |
| ۷ آوریل ۲۰۰۱            | Zabbix 1.0نسخه آلفا با پروانه عمومی همگانی گنو منتشر شد              | -                       | -                         |
| ۲۳ مارس ۲۰۰۴            | Zabbix 1.0 منتشر شد                                                  | -                       |                           |
| Zabbix 1.x              |                                                                      |                         |                           |
| ۶ فوریه ۲۰۰۶            | Zabbix 1.1 منتشر شد                                                  | -                       | -                         |
| ۲۹ مه ۲۰۰۷              | Zabbix 1.4 منتشر شد                                                  | -                       | -                         |
| ۱۱ سپتامبر ۲۰۰۸         | Zabbix 1.6 منتشر شد                                                  | -                       | -                         |
| ۷ دسامبر ۲۰۰۹           | Zabbix 1.8 منتشر شد                                                  | -                       | -                         |
| Zabbix 2.x              |                                                                      |                         |                           |
| ۲۱ مه ۲۰۱۲              | Zabbix 2.0 پشتیبانی بلند مدت(LTS) منتشر شد                           | اوت ۲۰۱۵                | اوت ۲۰۱۷                  |
| ۱۲ نوامبر ۲۰۱۳          | Zabbix 2.2 LTS منتشر شد                                              | اوت ۲۰۱۷                | اوت ۲۰۱۹                  |
| ۱۱ سپتامبر ۲۰۱۴         | Zabbix 2.4 منتشر شد                                                  | -                       | -                         |
| Zabbix 3.x              |                                                                      |                         |                           |
| ۱۶ فوریه ۲۰۱۶           | Zabbix 3.0 LTS منتشر شد                                              | فوریه ۲۰۱۹              | فوریه ۲۰۲۱                |
| ۱۴ سپتامبر ۲۰۱۶         | Zabbix 3.2 منتشر شد                                                  | -                       | -                         |
| ۲۲ اوت ۲۰۱۷             | Zabbix 3.4 منتشر شد                                                  | -                       | -                         |
| Zabbix 4.x              |                                                                      |                         |                           |
| ۱ اکتبر ۲۰۱۸            | Zabbix 4.0 LTS منتشر شد                                              | اکتبر ۲۰۲۱              | اکتبر ۲۰۲۳                |
| ۲ آوریل ۲۰۱۹            | Zabbix 4.2 منتشر شد                                                  | Q3, 2019                | Q3, 2019                  |

## ویژگی‌ها
- عملکرد بالا، ظرفیت بالا (توانایی پایش صدها هزار دستگاه)
- کاوش خودکار تجهیزات شبکه
- کاوش سطح پایین
- پایش توزیع شده با مدیریت تحت وب یکپارچه
- استفاده از دو مکانیزم رای‌گیری و به دام انداختن
- عامل‌هایی با کارایی بالا (نرم‌افزار کاربری برای سیستم‌های Linux, Solaris, HP-UX, AIX, FreeBSD, OpenBSD, OS X, Tru64/OSF1, Windows 2000, Windows Server 2003, Windows XP Windows Vista, Windows Server 2008, Windows 7)
- پایش بدون نیاز به عامل نرم‌افزاری
- پایش JMX
- پایش وب
- شناسایی امن کاربر
- مجوزهای کاربری انعطاف‌پذیر
- رابط کاربری تحت وب
- معیارهای SLA و ITIL KPI هنگام گزارش دهی
- اطلاع رسانی با ایمیل در رخدادهای از قبل تعریف شده و کاملاً انعطاف‌پذیر
- نمایش سطح بالایی (تجاری) از منابع پایش شده در داشبورد و صفحه نمایش‌های تعریف شده.
- یادداشت رسیدگی

## توسعه نرم‌افزار
در حال حاضر زبیکس توسط شرکت ZabbixSIA به صورت اختصاصی توسعه داده می‌شود.

### کد منبع
زبیکس از چندین ماژول جداگانه تشکیل شده‌است:
- سرور
- عامل‌ها
- سمت کاربر
- پروکسی
- دروازه جاوا (Java Gateway)

سرور، پروکسی و عامل‌ها به زبان C و سمت کاربر به زبان PHP و جاوا اسکریپت نوشته شده‌است.
دروازه جاوا از زبیکس نسخه 2 اضافه شده و به زبان جاوا نوشته شده‌است.

### انتشارها
از زمان انتشار نسخه 1.0 نرم‌افزار زبیکس ، نسخه‌های بعدی بیشتر با تغییر در زیر شماره نسخه (برای مثال: 1.1، 1.2، ... ) منتشر شده‌اند و هر انتشاری شامل بسیاری از ویژگی‌های جدید بوده‌است.
اکنون نحوه شماره‌گذاری نسخه‌ها تغییر کرده‌است. زبیکس از نسخه 1.1 به بعد تصمیم گرفت که از شماره‌های فرد برای نسخه‌های توسعه (برای مثال: 1.1، 1.3، ..) و از شماره‌های زوج برای نسخه‌های انتشار یافته‌استفاده کنید. برای مثال نسخه 1.3 نسخه توسعه بوده و به دنبال نسخه 1.1 آمده‌است و برای انتشار نسخه 1.4 توسعه می یابد.

## مطالعه بیشتر
- وبسایت رسمی زبیکس
- ویکی نرم‌افزار زبیکس
- نسخه نمایشی آنلاین زبیکس